# آنیا هاچ
آنیا هاچ (به انگلیسی: Annia Hatch) ژیمناست زادهٔ ۱۴ ژوئن ۱۹۷۸ میلادی اهل کشور ایالات متحده آمریکا است.